# Mafell
Die Mafell AG ist ein mittelständisches Unternehmen zur Produktion von Zimmereimaschinen und Elektrowerkzeugen für Tischler, Schreiner und Zimmerer sowie Anbieter von OEM-Produkten. Sie hat ihren Sitz in Oberndorf am Neckar in Baden-Württemberg.
Zur Mafell AG gehören zu 100 % die Tochterunternehmen exeron GmbH, Middex-Electronic GmbH und die Rudolf Mey Wohnungsbau GmbH.

## Geschichte

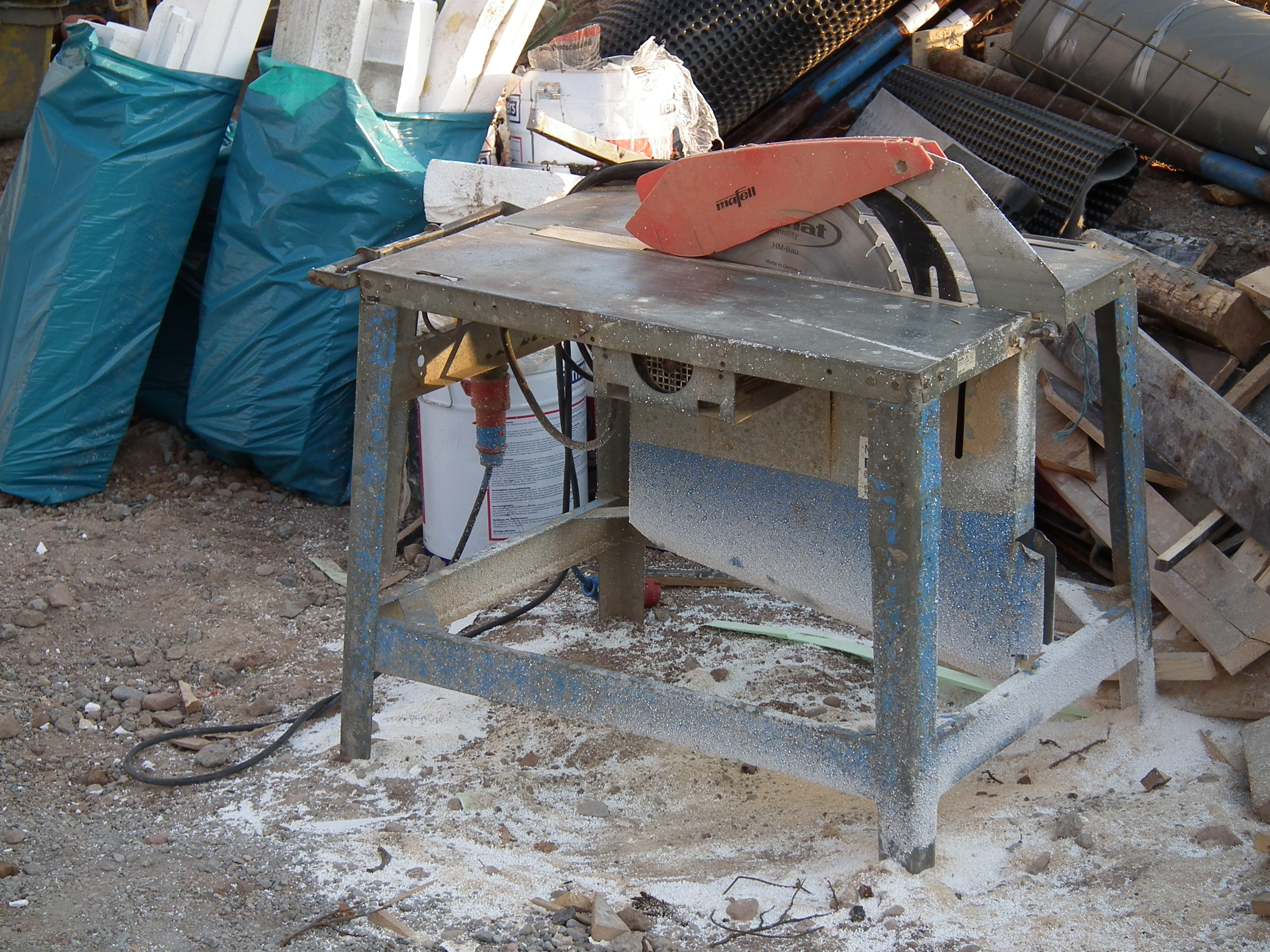
Mafell-Tischkreissäge

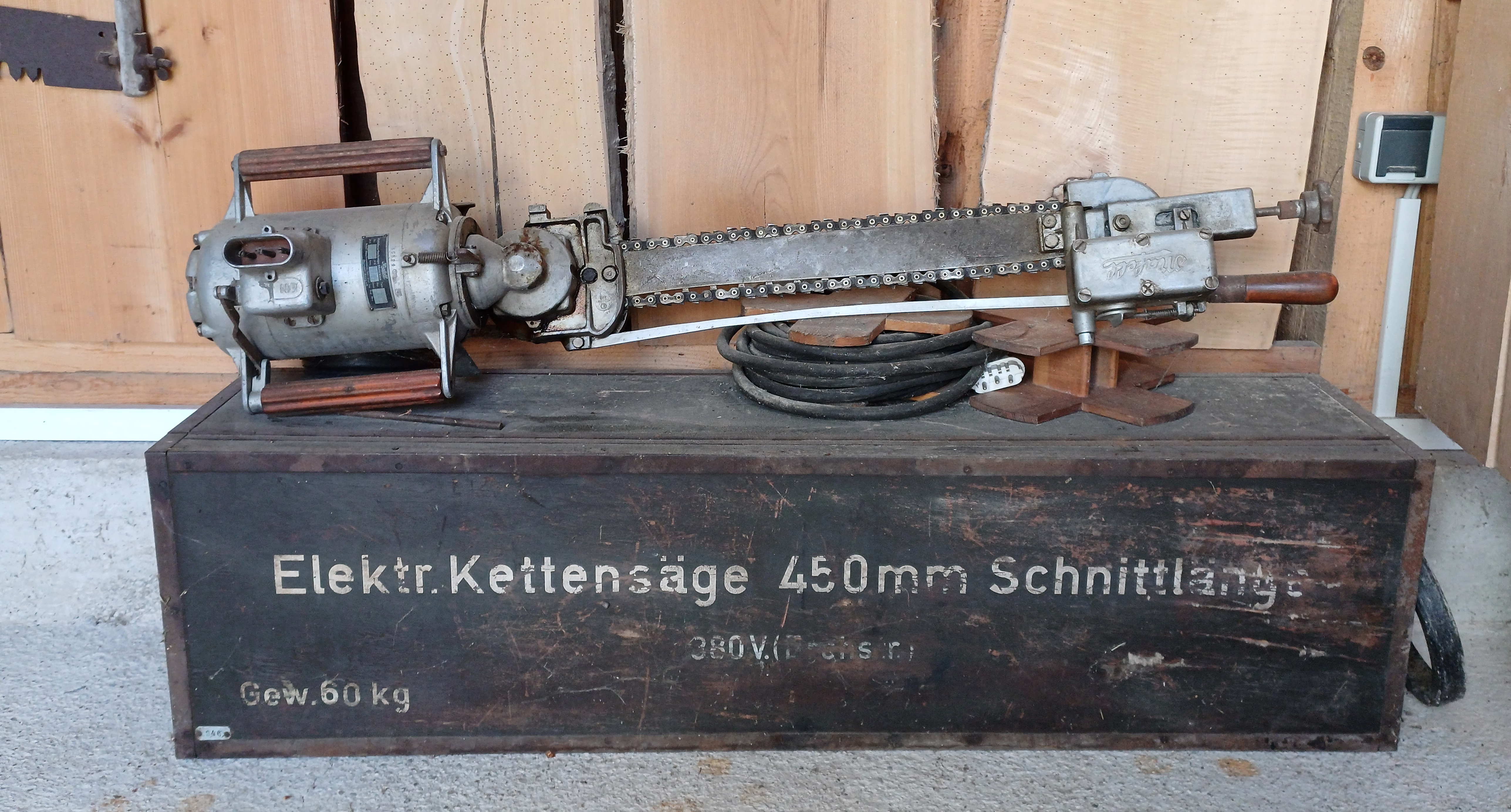
Alte elektrische Kettensäge (Exponat im Wilderer Museum Molln)

Mafell wurde 1899 als Maschinenfabrik Fellbach in Fellbach bei Stuttgart gegründet. 1926 entwickelte Mafell die erste tragbare elektrische Zimmereimaschine der Welt, eine Kettenfräse („Maschine Type A“). Nachdem der Firmensitz im Jahr 1933 nach Oberndorf-Aistaig verlagert wurde, wurde die Firmenleitung zwei Jahre später durch Rudolf Mey übernommen.
Ab 1960 wurden dann die Maschinen-Gehäuse aus Magnesiumdruckguss hergestellt. Geschäftsführer war seit 1974 Ernst Krauss.
1980 brachte Mafell die mobile Unterflurzugsäge Erika auf den Markt, die zwölf Jahre lang eine Alleinstellung am Markt hatte. Die lange nur in einem typischen Grün erhältliche Tischkreissäge zeichnete sich durch ein Spritzgussuntergestell und einen leistungsstarken Elektromotor aus. Vor allem im Wechseleinsatz auf Baustellen oder ähnlichen Anlässen erwarb sich die robuste und zuverlässige Maschine schnell einen guten Ruf. Da nicht das Werkstück, sondern das Sägeblatt bewegt wird, erhöhen sich Schnittqualität und die Sicherheit für den Anwender. In einigen Sprachen wird der Produktname bereits als Gattungsbegriff für diese Kreissägen verwendet.
Beim Wiederaufbau von Notre-Dame veranlasste der Hauptkoordinator für die Zimmererarbeiten im Frühsommer 2023 den Einsatz von mehr als 50 Mafell-Planfräsen. Dadurch konnte u. a. die Aufrichtung des hohen Vierungsturms Ende November 2023 termingerecht erreicht werden.
1990 erfolgte der Umzug an den jetzigen Standort Oberndorf-Lindenhof. 1997 wurde die Mafell GmbH & Co. KG in eine Aktiengesellschaft umgewandelt. 1999 wurde die Produktionsfläche wesentlich erweitert. 2001 übernahm Matthias Krauss, der Sohn von Ernst Krauss, die Leitung des Familienunternehmens.

## Auszeichnungen
Im Jahr 2002 erhielt Mafell den Innovationspreis des Landes Baden-Württemberg (Rudolf-Eberle-Preis) für das automatische Plattensäge-System PSS 3100. 2003 folgte der Eumacop Innovationspreis für das Flexistem KSP 40. 2007, 2009, 2014 und 2021 wurde Mafell als eines der 100 innovativsten Unternehmen ausgezeichnet.